# Мікроемульсії
Мі́кроему́льсії (рос. микроэмульсии; англ. microemulsions; нім. Mikroemulsionen f pl) — високодисперсні системи, які утворюються двома взаємно нерозчинними рідинами. Діаметр крапельок дисперсної фази від 10 до 200 нм, їх об'ємна частка може сягати 50% і більше. Основні типи М. такі ж, як у звичайних емульсій: прямі (типу «масло у воді») і обернені («вода в маслі»). Завдяки малим розмірам крапель М., на відміну від звичайних емульсій, стійкі і, як правило, прозорі.